# 西朱封

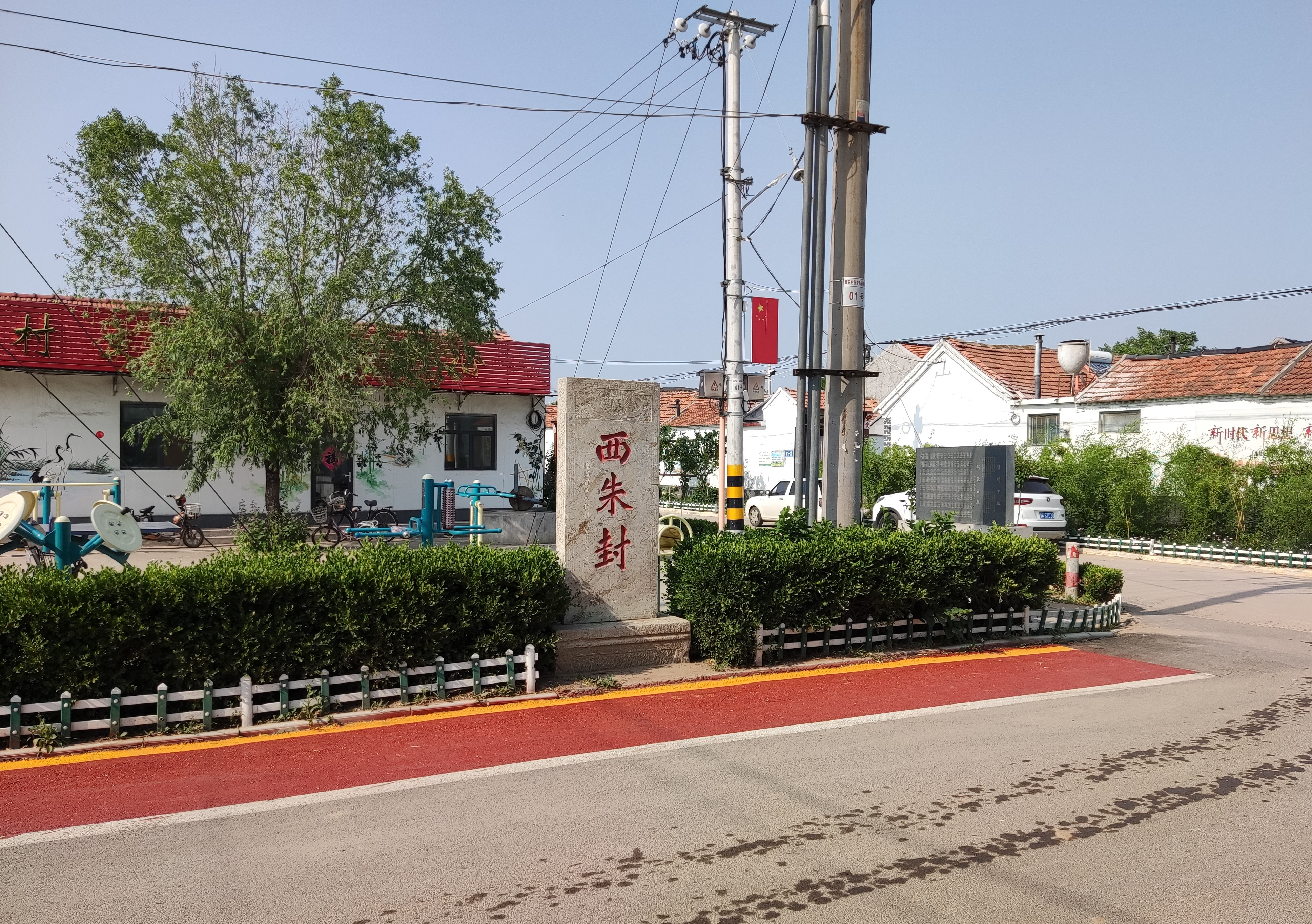
西朱封村

西朱封村是山东省潍坊市临朐县城关街道下辖的一个村，位于县城南4公里，南邻弥河，现有村民三百余户。
西朱封原与东朱封是一个村，称为“朱封村”，此地相传为尧王之子丹朱的封地，故名朱封。明隆庆二年(1568)，弥河改道，村庄西迁。1923年村筑围墙，原村分为二，该村居西，故名，居东者名为“东朱封”。
该村历史悠久，在此发现了丹朱墓、龙山文化遗址西朱封龙山文化重椁墓等。其中龙山文化遗址于八十年代末发现，出土史前重椁单棺木椁墓，并出土鼎、鬶、蛋壳黑陶杯、耳饰玉坠，胸佩玉串饰等大量珍贵文物。